# Казе Молини (Империја)
Казе Молини је насеље у Италији у округу Империја, региону Лигурија.
Према процени из 2011. у насељу је живело 6 становника. Насеље се налази на надморској висини од 181 м.